# Campanula rumeliana
Campanula rumeliana är en klockväxtart som först beskrevs av Georg Ernst Ludwig Hampe, och fick sitt nu gällande namn av Wilhelm Vatke. Campanula rumeliana ingår i släktet blåklockor, och familjen klockväxter.

## Underarter
Arten delas in i följande underarter:
- C. r. chalcidica
- C. r. rumeliana